# Gran Premio motociclistico di Spagna 2011
Il Gran Premio motociclistico di Spagna 2011, che si è corso il 3 aprile, è il secondo Gran Premio della stagione 2011. La gara si è disputata sul circuito di Jerez de la Frontera.

## Prove e Qualifiche

### Classe 125
La prima sessione di prove ha visto Nicolás Terol (Aprilia) come il più veloce; le altre due sessioni sono andate a Sandro Cortese (Aprilia). La pole position è andata a Sandro Cortese (Aprilia). Risultati dopo le qualifiche:
- 1 =  Sandro Cortese - Aprilia 1'47.399
- 2 =  Nicolás Terol - Aprilia 1'47.608
- 3 =  Héctor Faubel - Aprilia 1'47.969

### Moto2
La prima sessione di prove è andata a Thomas Lüthi (Suter), la seconda a Yūki Takahashi (Moriwaki) e la terza sessione a Stefan Bradl (Kalex).
La pole position è andata a Stefan Bradl (Kalex).
Risultati dopo le qualifiche:
- 1 =  Stefan Bradl - Kalex 1'42.706
- 2 =  Yūki Takahashi - Moriwaki 1'42.988
- 3 =  Thomas Lüthi - Suter 1'43.288

### Moto GP
Nella prima sessione di prove il miglior tempo è di Casey Stoner (Honda) (1'39.551), seguito da Daniel Pedrosa su Honda e Valentino Rossi (Ducati). Nella seconda sessione il migliore è Pedrosa (1'40.101) seguito da Stoner e Jorge Lorenzo (Yamaha). Nella Terza sessione davanti troviamo nuovamente Pedrosa (1'38.864), seguito ancora dal compagno Stoner e da Marco Simoncelli (Honda). La Pole Position è andata a Casey Stoner (Honda) con il tempo di 1'38.757.
| Pos | Nº | Pilota           | Team                          | Tempo    |
| --- | -- | ---------------- | ----------------------------- | -------- |
| 1   | 27 | Casey Stoner     | Repsol Honda Team-HRC         | 1'38.757 |
| 2   | 26 | Dani Pedrosa     | Repsol Honda Team-HRC         | 1'38.915 |
| 3   | 1  | Jorge Lorenzo    | Yamaha Factory Racing-Yamaha  | 1'38.918 |
| 4   | 11 | Ben Spies        | Yamaha Factory Racing-Yamaha  | 1'39.390 |
| 5   | 58 | Marco Simoncelli | San Carlo Honda Gresini-Honda | 1'39.486 |
| 6   | 4  | Andrea Dovizioso | Repsol Honda Team-HRC         | 1'39.709 |
| 7   | 14 | Randy de Puniet  | Pramac Racing Team-Ducati     | 1'39.892 |
| 8   | 5  | Colin Edwards    | Monster Yamaha Tech 3-Yamaha  | 1'39.895 |
| 9   | 35 | Cal Crutchlow    | Monster Yamaha Tech 3-Yamaha  | 1'40.019 |
| 10  | 7  | Hiroshi Aoyama   | San Carlo Honda Gresini-Honda | 1'40.168 |
| 11  | 69 | Nicky Hayden     | Ducati Team-Ducati            | 1'40.175 |
| 12  | 46 | Valentino Rossi  | Ducati Team-Ducati            | 1'40.185 |
| 13  | 8  | Héctor Barberá   | Mapfre Aspar Team-Ducati      | 1'40.217 |
| 14  | 21 | John Hopkins     | Rizla Suzuki MotoGP-Suzuki    | 1'40.310 |
| 15  | 65 | Loris Capirossi  | Pramac Racing-Ducati          | 1'40.523 |
| 16  | 17 | Karel Abraham    | Cardion AB Motoracing-Ducati  | 1'40.601 |
| 17  | 24 | Toni Elías       | LCR Honda MotoGP-Honda        | 1'41.114 |

## Gara

### MotoGP
Álvaro Bautista, infortunato, viene sostituito da John Hopkins.

#### Arrivati al traguardo
| Pos | Nº | Pilota           | Squadra                 | Motocicletta | Giri | Tempo     | Griglia | Punti |
| --- | -- | ---------------- | ----------------------- | ------------ | ---- | --------- | ------- | ----- |
| 1   | 1  | Jorge Lorenzo    | Yamaha Factory Racing   | Yamaha       | 27   | 50:49.046 | 3       | 25    |
| 2   | 26 | Daniel Pedrosa   | Repsol Honda            | Honda        | 27   | +19.339   | 2       | 20    |
| 3   | 69 | Nicky Hayden     | Ducati Team             | Ducati       | 27   | +29.085   | 11      | 16    |
| 4   | 7  | Hiroshi Aoyama   | San Carlo Honda Gresini | Honda        | 27   | +29.551   | 10      | 13    |
| 5   | 46 | Valentino Rossi  | Ducati Team             | Ducati       | 27   | +1:02.227 | 12      | 11    |
| 6   | 8  | Héctor Barberá   | Mapfre Aspar            | Ducati       | 27   | +1:08.440 | 13      | 10    |
| 7   | 17 | Karel Abraham    | Cardion AB Motoracing   | Ducati       | 27   | +1:14.120 | 16      | 9     |
| 8   | 35 | Cal Crutchlow    | Monster Yamaha Tech 3   | Yamaha       | 27   | +1:19.110 | 9       | 8     |
| 9   | 24 | Toni Elías       | LCR Honda               | Honda        | 27   | +1:42.906 | 17      | 7     |
| 10  | 21 | John Hopkins     | Rizla Suzuki            | Suzuki       | 27   | +1:48.395 | 14      | 6     |
| 11  | 65 | Loris Capirossi  | Pramac Racing           | Ducati       | 27   | +1:51.876 | 15      | 5     |
| 12  | 4  | Andrea Dovizioso | Repsol Honda            | Honda        | 26   | +1 giro   | 6       | 4     |

#### Ritirati
| Nº | Pilota           | Squadra                 | Motocicletta | Giri | Griglia |
| -- | ---------------- | ----------------------- | ------------ | ---- | ------- |
| 5  | Colin Edwards    | Monster Yamaha Tech 3   | Yamaha       | 26   | 8       |
| 11 | Ben Spies        | Yamaha Factory Racing   | Yamaha       | 24   | 4       |
| 14 | Randy de Puniet  | Pramac Racing           | Ducati       | 16   | 7       |
| 58 | Marco Simoncelli | San Carlo Honda Gresini | Honda        | 11   | 5       |
| 27 | Casey Stoner     | Repsol Honda            | Honda        | 7    | 1       |

### Moto2
In questa classe corre Steven Odendaal su Suter MMXI con una wildcard, mentre da questa gara corre Lukasz Wargala con la Moriwaki MD600 del team Desguaces La Torre G22.

#### Arrivati al traguardo
| Pos | Nº | Pilota              | Squadra                           | Motocicletta | Giri | Tempo     | Griglia | Punti |
| --- | -- | ------------------- | --------------------------------- | ------------ | ---- | --------- | ------- | ----- |
| 1   | 29 | Andrea Iannone      | Speed Master                      | Suter        | 26   | 49:56.423 | 11      | 25    |
| 2   | 12 | Thomas Lüthi        | Interwetten Paddock               | Suter        | 26   | +7.850    | 3       | 20    |
| 3   | 3  | Simone Corsi        | Ioda Racing Project               | FTR          | 26   | +12.625   | 18      | 16    |
| 4   | 38 | Bradley Smith       | Tech 3 Racing                     | Tech 3       | 26   | +15.355   | 5       | 13    |
| 5   | 65 | Stefan Bradl        | Viessmann Kiefer Racing           | Kalex        | 26   | +17.850   | 1       | 11    |
| 6   | 60 | Julián Simón        | Mapfre Aspar                      | Suter        | 26   | +24.247   | 10      | 10    |
| 7   | 15 | Alex De Angelis     | JIR Moto2                         | Motobi       | 26   | +27.991   | 6       | 9     |
| 8   | 49 | Kevin Coghlan       | Aeroport de Castello              | FTR          | 26   | +36.181   | 24      | 8     |
| 9   | 51 | Michele Pirro       | Gresini Racing                    | Moriwaki     | 26   | +36.775   | 7       | 7     |
| 10  | 76 | Max Neukirchner     | MZ Racing                         | MZ-RE Honda  | 26   | +41.407   | 36      | 6     |
| 11  | 13 | Anthony West        | MZ Racing                         | MZ-RE Honda  | 26   | +41.711   | 30      | 5     |
| 12  | 14 | Ratthapark Wilairot | Thai Honda Singha SAG             | FTR          | 26   | +41.870   | 31      | 4     |
| 13  | 75 | Mattia Pasini       | Ioda Racing Project               | FTR          | 26   | +42.313   | 34      | 3     |
| 14  | 68 | Yonny Hernández     | Blusens-STX                       | FTR          | 26   | +45.384   | 22      | 2     |
| 15  | 34 | Esteve Rabat        | Blusens-STX                       | FTR          | 26   | +47.193   | 21      | 1     |
| 16  | 54 | Kenan Sofuoğlu      | Technomag-CIP                     | Suter        | 26   | +47.204   | 12      |       |
| 17  | 36 | Mika Kallio         | Marc VDS Racing                   | Suter        | 26   | +47.316   | 14      |       |
| 18  | 21 | Javier Forés        | Mapfre Aspar                      | Suter        | 26   | +50.677   | 26      |       |
| 19  | 19 | Xavier Siméon       | Tech 3 B                          | Tech 3       | 26   | +57.958   | 32      |       |
| 20  | 44 | Pol Espargaró       | HP Tuenti Speed Up                | FTR          | 26   | +58.554   | 27      |       |
| 21  | 71 | Claudio Corti       | Italtrans Racing                  | Suter        | 26   | +1:07.467 | 9       |       |
| 22  | 88 | Ricard Cardús       | QMMF Racing                       | Moriwaki     | 26   | +1:10.925 | 19      |       |
| 23  | 45 | Scott Redding       | Marc VDS Racing                   | Suter        | 26   | +1:16.149 | 13      |       |
| 24  | 40 | Aleix Espargaró     | Pons HP 40                        | Pons Kalex   | 26   | +1:19.512 | 8       |       |
| 25  | 35 | Raffaele De Rosa    | Desguaces La Torre G22            | Moriwaki     | 26   | +1:22.549 | 33      |       |
| 26  | 63 | Mike Di Meglio      | Tech 3 Racing                     | Tech 3       | 26   | +1:26.753 | 29      |       |
| 27  | 4  | Randy Krummenacher  | GP Team Switzerland Kiefer Racing | Kalex        | 26   | +1:37.226 | 28      |       |
| 28  | 77 | Dominique Aegerter  | Technomag-CIP                     | Suter        | 26   | +1:42.838 | 15      |       |
| 29  | 9  | Kenny Noyes         | Avintia-STX                       | FTR          | 26   | +1:54.532 | 25      |       |
| 30  | 53 | Valentin Debise     | Speed Up                          | FTR          | 26   | +1:57.120 | 17      |       |
| 31  | 64 | Santiago Hernández  | SAG Team                          | FTR          | 25   | +1 giro   | 37      |       |
| 32  | 97 | Steven Odendaal     | MS Racing                         | Suter        | 25   | +1 giro   | 38      |       |
| 33  | 95 | Mashel Al Naimi     | QMMF Racing                       | Moriwaki     | 23   | +3 giri   | 39      |       |

#### Ritirati
| Nº | Pilota           | Squadra                | Motocicletta | Giri | Griglia |
| -- | ---------------- | ---------------------- | ------------ | ---- | ------- |
| 25 | Alex Baldolini   | Forward Racing         | Suter        | 12   | 23      |
| 93 | Marc Márquez     | CatalunyaCaixa Repsol  | Suter        | 10   | 4       |
| 16 | Jules Cluzel     | Forward Racing         | Suter        | 10   | 16      |
| 72 | Yūki Takahashi   | Gresini Racing         | Moriwaki     | 9    | 2       |
| 39 | Robertino Pietri | Italtrans Racing       | Suter        | 4    | 35      |
| 99 | Łukasz Wargala   | Desguaces La Torre G22 | Moriwaki     | 1    | 40      |
| 80 | Axel Pons        | Pons HP 40             | Pons Kalex   | 0    | 20      |

### Classe 125
In questa classe corrono tre wildcard: Josep Rodríguez su Aprilia, Daniel Ruiz e Kevin Hanus su Honda.

#### Arrivati al traguardo
| Pos | Nº | Pilota               | Squadra                    | Motocicletta | Giri | Tempo     | Griglia | Punti |
| --- | -- | -------------------- | -------------------------- | ------------ | ---- | --------- | ------- | ----- |
| 1   | 18 | Nicolás Terol        | Bankia Aspar               | Aprilia      | 23   | 44:50.646 | 2       | 25    |
| 2   | 94 | Jonas Folger         | Red Bull Ajo MotorSport    | Aprilia      | 23   | +17.446   | 7       | 20    |
| 3   | 5  | Johann Zarco         | Avant-AirAsia-Ajo          | Derbi        | 23   | +23.955   | 5       | 16    |
| 4   | 52 | Danny Kent           | Red Bull Ajo MotorSport    | Aprilia      | 23   | +32.883   | 9       | 13    |
| 5   | 17 | Taylor Mackenzie     | Phonica Racing             | Aprilia      | 23   | +34.713   | 16      | 11    |
| 6   | 11 | Sandro Cortese       | Intact-Racing Team Germany | Aprilia      | 23   | +51.515   | 1       | 10    |
| 7   | 84 | Jakub Kornfeil       | Ongetta-Centro Seta        | Aprilia      | 23   | +54.920   | 17      | 9     |
| 8   | 76 | Hiroki Ono           | Caretta Technology Forward | KTM          | 23   | +1:00.164 | 21      | 8     |
| 9   | 7  | Efrén Vázquez        | Avant-AirAsia-Ajo          | Derbi        | 23   | +1:00.286 | 4       | 7     |
| 10  | 63 | Zulfahmi Khairuddin  | Airasia-Sic-Ajo            | Derbi        | 23   | +1:00.399 | 18      | 6     |
| 11  | 55 | Héctor Faubel        | Bankia Aspar               | Aprilia      | 23   | +1:00.760 | 3       | 5     |
| 12  | 26 | Adrián Martín        | Bankia Aspar               | Aprilia      | 23   | +1:07.739 | 14      | 4     |
| 13  | 77 | Marcel Schrötter     | Mahindra Racing            | Mahindra     | 23   | +1:19.710 | 23      | 3     |
| 14  | 96 | Louis Rossi          | Matteoni Racing            | Aprilia      | 23   | +1:21.812 | 13      | 2     |
| 15  | 28 | Josep Rodríguez      | Wild Wolf-Racc-MS          | Aprilia      | 23   | +1:23.118 | 20      | 1     |
| 16  | 23 | Alberto Moncayo      | Andalucia Banca Civica     | Aprilia      | 23   | +1:24.040 | 10      |       |
| 17  | 15 | Simone Grotzkyj      | Phonica Racing             | Aprilis      | 23   | +1:30.610 | 22      |       |
| 18  | 21 | Harry Stafford       | Ongetta-Centro Seta        | Aprilia      | 23   | +1:30.952 | 27      |       |
| 19  | 19 | Alessandro Tonucci   | Team Italia FMI            | Aprilia      | 23   | +1:55.354 | 26      |       |
| 20  | 3  | Luigi Morciano       | Team Italia FMI            | Aprilia      | 22   | +1 giro   | 25      |       |
| 21  | 34 | Daniel Ruiz          | Larresport                 | Honda        | 22   | +1 giro   | 31      |       |
| 22  | 12 | Daniel Kartheininger | Caretta Technology Forward | KTM          | 22   | +1 giro   | 29      |       |
| 23  | 36 | Joan Perelló         | Matteoni Racing            | Aprilia      | 22   | +1 giro   | 30      |       |
| 24  | 86 | Kevin Hanus          | Team Hanusch               | Honda        | 21   | +2 giri   | 32      |       |

#### Ritirati
| Nº | Pilota              | Squadra                      | Motocicletta | Giri | Griglia |
| -- | ------------------- | ---------------------------- | ------------ | ---- | ------- |
| 25 | Maverick Viñales    | Pev-Blusens-SMX-Paris Hilton | Aprilia      | 15   | 12      |
| 33 | Sergio Gadea        | Pev-Blusens-SMX-Paris Hilton | Aprilia      | 15   | 11      |
| 53 | Jasper Iwema        | Ongetta-Abbink Metaal        | Aprilia      | 15   | 15      |
| 43 | Francesco Mauriello | WTR-Ten10 Racing             | Aprilia      | 13   | 33      |
| 99 | Danny Webb          | Mahindra Racing              | Mahindra     | 10   | 19      |
| 39 | Luis Salom          | RW Racing GP                 | Aprilia      | 9    | 6       |
| 30 | Giulian Pedone      | Phonica Racing               | Aprilia      | 8    | 28      |
| 44 | Miguel Oliveira     | Andalucia Banca Civica       | Aprilia      | 5    | 8       |
| 31 | Niklas Ajo          | TT Motion Events Racing      | Aprilia      | 2    | 24      |

#### Non qualificato
| Nº | Pilota       | Squadra          | Motocicletta |
| -- | ------------ | ---------------- | ------------ |
| 69 | Sarath Kumar | WTR-Ten10 Racing | Aprilia      |